# Ashiya
Ashiya (芦屋市, Ashiya-shi) est une ville située dans la préfecture de Hyōgo au Japon.

## Géographie

### Situation
Ashiya est située dans le sud-est de la préfecture de Hyōgo, entre les villes de Kobe et Nishinomiya.

### Municipalités limitrophes
| Kobe | Nishinomiya  | Nishinomiya |
| Kobe | Ashiya       | Nishinomiya |
| Kobe | baie d'Osaka | Nishinomiya |

### Démographie
En avril 2023, la population d'Ashiya s'élevait à 93 368 habitants, répartis sur une superficie de 18,47 km2.

### Hydrographie
La ville est bordée par la baie d'Osaka au sud.

### Climat
Ashiya a un climat subtropical humide caractérisé par des étés chauds et des hivers frais avec de légères chutes de neige. La température moyenne annuelle est de 14,6 °C. La pluviométrie annuelle moyenne est de 1 578 mm, septembre étant le mois le plus humide.

## Histoire
Le bourg d'Ashiya a été fondé en 1871. Il devient une ville le 10 novembre 1940.

## Culture locale et patrimoine
- Musée mémorial Jun'ichirō Tanizaki
- Maison d'hôte Yodokō

## Transports
Ashiya est desservie par plusieurs lignes ferroviaires :
- ligne JR Kobe de la JR West à la gare d'Ashiya,
- ligne Kobe de la compagnie Hankyu à la gare d'Ashiya-gawa,
- ligne principale Hanshin de la compagnie Hanshin à la gare d'Ashiya.

## Jumelage
Ashiya est jumelée avec Montebello, aux États-Unis.

## Personnalités liées à la ville
- Tsuruko Yamazaki (1925-2019), peintre
- Ryōji Noyori (né en 1938), chimiste
- Yuriko Koike (née en 1952), femme politique
- Mako Ishino (née en 1961), actrice
- Yōko Ogawa (née en 1962), écrivaine
- Koichi Domoto (né en 1979), artiste